# Prémios Globo de Ouro de 2019
Os Prémios Globo de Ouro de 2019 (no original, em inglês, 76th Golden Globe Awards) honraram os melhores profissionais de cinema e televisão, filmes e programas televisivos de 2018.
Os candidatos nas diversas categorias foram escolhidos pela Associação de Imprensa Estrangeira de Hollywood (AIEH) e os nomeados anunciados a 6 de dezembro de 2018 por Terry Crews, Danai Gurira, Leslie Mann e Christian Slater.
A cerimónia de entrega dos prémios foi televisionada e transmitida ao vivo nos Estados Unidos pela NBC no dia 6 de janeiro de 2019 a partir das 8h00 ETZ. O evento teve lugar no hotel Beverly Hilton, na cidade de Beverly Hills, e a produção foi realizada pela Dick Clark Productions em conjunto com a AIEH. A apresentação foi feita por Andy Samberg e Sandra Oh, a segunda vez que uma dupla foi co-anfitriã da cerimónia.

## Vencedores e nomeados
Lista dos nomeados e vencedores (em negrito) na 76.ª edição dos Prémios Globo de Ouro:

### Cinema
| Melhor filme | Melhor filme |
| Drama | Comédia ou Musical |
| --- | --- |
| - Bohemian Rhapsody - Black Panther - BlacKkKlansman - If Beale Street Could Talk - A Star Is Born                                                                          | - Green Book - Crazy Rich Asians - The Favourite - Mary Poppins Returns - Vice |
| Melhor atuação em filme de drama | |
| Ator | Atriz |
| - Rami Malek – Bohemian Rhapsody - Bradley Cooper – A Star Is Born - Willem Dafoe – At Eternity's Gate - Lucas Hedges – Boy Erased - John David Washington – BlacKkKlansman | - Glenn Close – The Wife - Lady Gaga – A Star Is Born - Nicole Kidman – Destroyer - Melissa McCarthy – Can You Ever Forgive Me? - Rosamund Pike – A Private War |
| Melhor atuação em filme de comédia ou musical | |
| Ator | Atriz |
| - Christian Bale – Vice - Lin-Manuel Miranda – Mary Poppins Returns - Viggo Mortensen – Green Book - Robert Redford – The Old Man & the Gun - John C. Reilly – Stan & Ollie | - Olivia Colman – The Favourite - Emily Blunt – Mary Poppins Returns - Elsie Fisher – Eighth Grade - Charlize Theron – Tully - Constance Wu – Crazy Rich Asians |
| Melhor atuação secundária em filme – drama, comédia ou musical | |
| Ator secundário | Atriz secundária |
| - Mahershala Ali – Green Book - Timothée Chalamet – Beautiful Boy - Adam Driver – BlacKkKlansman - Richard E. Grant – Can You Ever Forgive Me? - Sam Rockwell – Vice        | - Regina King – If Beale Street Could Talk - Amy Adams – Vice - Claire Foy – First Man - Emma Stone – The Favourite - Rachel Weisz – The Favourite |
| Melhor Realização | Melhor Argumento |
| - Alfonso Cuarón – Roma - Bradley Cooper – A Star Is Born - Peter Farrelly – Green Book - Spike Lee – BlacKkKlansman - Adam McKay – Vice                                    | - Peter Farrelly, Nick Vallelonga e Brian Hayes Currie - Green Book - Alfonso Cuarón – Roma - Deborah Davis & Tony McNamara – The Favourite - Barry Jenkins – If Beale Street Could Talk - Adam McKay - Vice |
| Melhor Banda sonora original | Melhor Canção original |
| - Justin Hurwitz – First Man - Marco Beltrami – A Quiet Place - Alexandre Desplat – Isle of Dogs - Ludwig Göransson – Black Panther - Marc Shaiman – Mary Poppins Returns   | - "Shallow" – Lady Gaga, Mark Ronson, Anthony Rossomando e Andrew Wyatt (A Star Is Born) - "All the Stars" – Kendrick Lamar, SZA, Sounwave e Al Shux (Black Panther) - "Girl in the Movies" – Dolly Parton (Dumplin') - "Requiem for a Private War" – Annie Lennox (A Private War) - "Revelation" – Jónsi, Troye Sivan e Leland (Boy Erased) |
| Melhor filme de animação | Melhor filme em língua estrangeira |
| - Spider-Man: Into the Spider-Verse - Incredibles 2 - Isle of Dogs - Mirai no Mirai - Ralph Breaks the Internet                                                             | - Roma ( México) - Capernaum ( Líbano) - Girl ( Bélgica) - Werk ohne Autor ( Alemanha) - Manbiki Kazoku ( Japão) |

#### Filmes com múltiplas nomeações
| Nomeações | Filmes                     |
| --------- | -------------------------- |
| 6         | Vice                       |
| 5         | The Favourite              |
| 5         | Green Book                 |
| 5         | A Star Is Born             |
| 4         | BlacKkKlansman             |
| 4         | Mary Poppins Returns       |
| 3         | Black Panther              |
| 3         | If Beale Street Could Talk |
| 3         | Roma                       |
| 2         | Bohemian Rhapsody          |
| 2         | Boy Erased                 |
| 2         | Can You Ever Forgive Me?   |
| 2         | Crazy Rich Asians          |
| 2         | First Man                  |
| 2         | Isle of Dogs               |
| 2         | A Private War              |

#### Filmes com múltiplos prémios
| Prêmios | Filme             |
| ------- | ----------------- |
| 3       | Green Book        |
| 2       | Bohemian Rhapsody |
| 2       | Roma              |

### Televisão
| Melhor série | Melhor série |
| Drama | Comédia ou Musical |
| --- | --- |
| - The Americans - Bodyguard - Homecoming - Killing Eve - Pose | - The Kominsky Method - Barry - Kidding - The Good Place - The Marvelous Mrs. Maisel |
| Melhor atuação em série de drama | |
| Ator | Atriz |
| - Richard Madden – Bodyguard - Jason Bateman – Ozark - Stephan James – Homecoming - Billy Porter – Pose - Matthew Rhys – The Americans                                                                              | - Sandra Oh – Killing Eve - Caitriona Balfe – Outlander - Elisabeth Moss – The Handmaid's Tale - Julia Roberts – Homecoming - Keri Russell – The Americans                                                                         |
| Melhor atuação em série de comédia ou musical | |
| Ator | Atriz |
| - Michael Douglas – The Kominsky Method - Sacha Baron Cohen – Who Is America? - Jim Carrey – Kidding - Donald Glover – Atlanta - Bill Hader – Barry                                                                 | - Rachel Brosnahan – The Marvelous Mrs. Maisel - Kristen Bell – The Good Place - Candice Bergen – Murphy Brown - Alison Brie – GLOW - Debra Messing – Will & Grace                                                                 |
| Melhor atuação em minissérie ou filme para televisão | |
| Ator | Atriz |
| - Darren Criss – The Assassination of Gianni Versace: American Crime Story - Antonio Banderas – Genius - Daniel Brühl – The Alienist - Benedict Cumberbatch – Patrick Melrose - Hugh Grant – A Very English Scandal | - Patricia Arquette – Escape at Dannemora - Amy Adams – Sharp Objects - Connie Britton – Dirty John - Laura Dern – The Tale - Regina King – Seven Seconds                                                                          |
| Melhor atuação secundária em série, minissérie ou filme para televisão | |
| Ator secundário | Atriz secundária |
| - Ben Whishaw – A Very English Scandal - Alan Arkin – The Kominsky Method - Kieran Culkin – Succession - Édgar Ramírez – The Assassination of Gianni Versace: American Crime Story - Henry Winkler – Barry          | - Patricia Clarkson – Sharp Objects - Alex Borstein – The Marvelous Mrs. Maisel - Penélope Cruz – The Assassination of Gianni Versace: American Crime Story - Thandie Newton – Westworld - Yvonne Strahovski – The Handmaid's Tale |
| Melhor minissérie ou filme para televisão | |
| - The Assassination of Gianni Versace: American Crime Story - The Alienist - Escape at Dannemora - Sharp Objects - A Very English Scandal                                                                           | |

#### Séries com múltiplas nomeações
| Nomeações | Série                                                     |
| --------- | --------------------------------------------------------- |
| 4         | The Assassination of Gianni Versace: American Crime Story |
| 3         | The Americans                                             |
| 3         | Barry                                                     |
| 3         | Homecoming                                                |
| 3         | The Kominsky Method                                       |
| 3         | The Marvelous Mrs. Maisel                                 |
| 3         | Sharp Objects                                             |
| 3         | A Very English Scandal                                    |
| 2         | The Alienist                                              |
| 2         | Bodyguard                                                 |
| 2         | Escape at Dannemora                                       |
| 2         | The Good Place                                            |
| 2         | The Handmaid's Tale                                       |
| 2         | Kidding                                                   |
| 2         | Killing Eve                                               |
| 2         | Pose                                                      |

#### Séries com múltiplos prémios
| Prêmios | Programa                                                  |
| ------- | --------------------------------------------------------- |
| 2       | The Assassination of Gianni Versace: American Crime Story |
| 2       | The Kominsky Method                                       |

## Prémios especiais
- Prémio Cecil B. DeMille - Jeff Bridges
- Prémio Carol Burnett - Carol Burnett[4]
- Golden Globe Ambassador - Isan Elba[5]

## Cerimónia

### Apresentadores
Foram convidados a participar na entrega dos prémios os seguintes atores e atrizes:
- Antonio Banderas
- Kristen Bell
- Halle Berry
- Emily Blunt
- Chadwick Boseman
- Sterling K. Brown
- Steve Carell
- Jessica Chastain
- Olivia Colman
- Bradley Cooper
- Kaley Cuoco
- Jamie Lee Curtis
- Adam Driver
- Taron Egerton
- Idris Elba
- Harrison Ford
- Lady Gaga
- Johnny Galecki
- Richard Gere
- Danai Gurira
- Justin Hartley
- Taraji P. Henson
- Felicity Huffman
- Allison Janney
- Michael B. Jordan
- Nicole Kidman
- Lucy Liu
- William H. Macy
- Chrissy Metz
- Julianne Moore
- Megan Mullally
- Bill Murray
- Mike Myers
- Lupita Nyong'o
- Gary Oldman
- Jim Parsons
- Chris Pine
- Amy Poehler
- Sam Rockwell
- Gina Rodriguez
- Saoirse Ronan
- Maya Rudolph
- Octavia Spencer
- Ben Stiller
- Emma Stone
- Dick Van Dyke
- Lena Waithe
- John David Washington
- Rachel Weisz
- Catherine Zeta-Jones

### In Memoriam
A secção "In Memoriam" homenageou alguns nomes da indústria do cinema e televisão que faleceram em 2018:
- Penny Marshall
- Bernardo Bertolucci
- Stan Lee
- Neil Simon
- Burt Reynolds
- R. Lee Ermey
- Milos Forman
- Steven Bochco
- Lewis Gilbert
- John Gavin
- John Mahoney